# ウルスラ・ハーバーベック
ウルズラ・ヘドヴィク・メタ・ハーバーベック＝ヴィッツェル（Ursula Hedwig Meta Haverbeck-Wetzel、1928年11月8日 - 2024年11月20日）は、ドイツのエコロジー・ネオナチ活動家、ホロコースト否認論者。

## 経歴
ヘッセン州出身で、ナチスの下部組織である国家社会主義ドイツ学生連合で活動。戦後は同じナチス活動家出身で牧師だったヴェルナー・ゲオルク・ハーバーベックが主宰するコレギウム・ヒューマナムに参加し、1970年にヴェルナーと結婚。コレギウム・ヒューマナムはエコロジーや人智学を宣伝・普及する一方、ナチスの影響下にあるネオナチや右翼の活動拠点となり1980年代からはホロコーストを否定する活動が表に出る様になる。ウルスラも1983年から1989年までヴェルナーも参加していた世界生命保護連合のドイツ代表となり、エコロジーとネオナチ的言動を繰り返した。
1999年にヴェルナーが死ぬとコレギウム・ヒューマナムの活動を引き継ぐが、2008年にコレギウム・ヒューマナムは結社禁止処分となる。その後もホロコースト否認論の主張を続けて2004年・2007年・2009年と立て続けに有罪判決が下ったことで、ドイツのメディアに「ナチスばあちゃん」（Nazi Grandma）の異名で呼ばれるようになった。2015年に起訴され禁錮10カ月の判決が下りた。それでも活動をやめず2016年に8か月の刑が追加された。さらにアウシュヴィッツ=ビルケナウ強制収容所の毒ガス室も否定し刑期が6か月追加され2年になった。収監予定日の2018年5月2日に出頭せず5月7日に帰国したところを逮捕された。2019年の欧州議会選挙にはネオナチ政党の右翼ーー国民投票・主権・国土安全保障のための党から名簿第1位で出馬したが得票率0.1％で議席獲得には到底及ばなかった。
2024年11月20日に死去。96歳没。